# 米科拉·莫羅久克
米科拉·米科拉約維奇·莫羅久克（羅馬化：Mykola Mykolaiovych Moroziuk；1988年1月17日—），烏克蘭足球運動員。在場上的位置是右後衛或右中場。現效力於土超球隊里澤體育。之前他也曾效力於第聶伯羅彼得羅夫斯克足球俱樂部。他也代表烏克蘭國家足球隊參賽。